# American Journal of Cardiovascular Drugs
Das American Journal of Cardiovascular Drugs, abgekürzt Am. J. Cardiovasc. Drugs, ist eine wissenschaftliche Fachzeitschrift, die vom ADIS-Verlag veröffentlicht wird. Die Zeitschrift erscheint mit sechs Ausgaben im Jahr. Es werden Übersichtsarbeiten veröffentlicht, die sich mit aktuellen Themen der Behandlung von Herzkreislauferkrankungen beschäftigen.
Der Impact Factor lag im Jahr 2024 bei 3.0. Nach der Statistik des ISI Web of Knowledge wird das Journal mit diesem Impact Factor in der Kategorie Pharmakologie und Pharmazie an 138. Stelle von 352 Zeitschriften und in der Kategorie Herz-Kreislaufsystem an 76. Stelle von 230 Zeitschriften geführt.
Der CiteScore lag 2024 bei 5.4. Damit belegte die Zeitschrift Platz 107 von 397 Zeitschriften in der Kategorie „Kardiologie und kardiovaskuläre Medizin“.